# Domagoj Bubalo
Domagoj Bubalo (Mostar, 2 agosto 1991) è un ex cestista croato.

## Palmarès
- Campionato croato: 1

K.K. Zagabria: 2010-11
- Lega Baltica: 1

Šiauliai: 2015-16